# Stuart Pearce
Stuart Pearce, född 24 april 1962 i London, England, är en före detta professionell fotbollsspelare (försvarare) och senare tränare. Han spelade 78 landskamper för England mellan 1987 och 1999, varav 10 matcher som lagkapten. De allra flesta matcherna spelade han som vänsterback.
Den största delen av sin karriär kom Pearce att tillbringa i Nottingham Forest, dit han värvades 1985 av klubbens dåvarande manager Brian Clough. Med Nottingham vann han den engelska ligacupen 1989 och 1990, vilka kom att bli hans enda större titlar i karriären. Pearce förblev Nottingham trogen till 1997, då han gick till Newcastle United. Karriären avslutades, vid nästan 40 års ålder, våren 2002 då han var med och förde upp Manchester City tillbaka till Premier League.
I landslagssammanhang är Stuart Pearce kanske mest känd för att han missade en straffspark i semifinalen mot Västtyskland i VM 1990. Han fick dock sin revansch sex år senare, när han sköt sin straff i mål då England besegrade Spanien på straffar i kvartsfinalen i EM 1996. Pearce är även känd för att han den 17 november 1993 slog en bakåtpassning till San Marinos Gualtieri som gjorde 0-1 efter 8,3 sekunder, men England vände och vann med 7-1.
Tack vare sin kompromisslösa spelstil och viljestarka attityd blev Pearce allmänt känd under sitt smeknamn Psycho.
2005-2007 var han tränare i Manchester City. Sedan 2007 är han tränare för Englands U21-herrlandslag i fotboll och den 14 oktober 2008 tog han dem till slutspel i U21-EM i Sverige 2009.